# Lijst van Equatoriaal-Guinese autosnelwegen
Hieronder volgt een lijst van autosnelwegen in Equatoriaal-Guinea:
- Autopista del Nordeste – Een weg van twee keer twee rijstroken tussen Mongomeyén en Ebebiyín.[1][2]
- Ap-1 of Autopista Nacional of Autopista Bata - Mongomo - Een weg van twee keer twee rijstroken tussen Bata, de internationale luchthaven Presidente Obiang Nguema en Mongomo.[3][4]